# Karat (Band)/Diskografie
Diese Diskografie ist eine Übersicht über die musikalischen Werke der deutschen Rock-Band Karat. Ihre erfolgreichste Veröffentlichung in der BRD war das Album Der blaue Planet auf Platz 8 der Charts. In der DDR gab es keine Albumcharts. Der erfolgreichste Titel in der DDR, basierend auf Auswertungen der Wertungssendungen des DDR-Rundfunks, war König der Welt auf Platz 1 der Jahreshitparade der DDR, wobei Karat eine der erfolgreichsten Bands in dieser Liste ist. In der BRD waren drei Singles in den Charts: Über sieben Brücken mußt du gehn, Der blaue Planet und Jede Stunde.

## Alben

### Studioalben
| Jahr | Titel Musiklabel                                                 | Höchstplatzierung, Gesamtwochen, AuszeichnungChartplatzierungen (Jahr, Titel, Musiklabel, Platzierungen, Wochen, Auszeichnungen, Anmerkungen) | Höchstplatzierung, Gesamtwochen, AuszeichnungChartplatzierungen (Jahr, Titel, Musiklabel, Platzierungen, Wochen, Auszeichnungen, Anmerkungen) | Höchstplatzierung, Gesamtwochen, AuszeichnungChartplatzierungen (Jahr, Titel, Musiklabel, Platzierungen, Wochen, Auszeichnungen, Anmerkungen) | Anmerkungen                                                   |
| Jahr | Titel Musiklabel                                                 | DE | AT | CH | Anmerkungen                                                   |
| ---- | ---------------------------------------------------------------- | --- | --- | --- | ------------------------------------------------------------- |
| 1978 | Karat Amiga                                                      | — | — | — | Erstveröffentlichung: 1978 Verkäufe: + 321.000                |
| 1979 | Über sieben Brücken (DDR) / Albatros (BRD) Amiga / Teldec (Pool) | DE40 Gold · (7 Wo.)DE | — | — | Erstveröffentlichung: 1979 Verkäufe: + 750.000                |
| 1980 | Schwanenkönig Amiga / Teldec (Pool)                              | DE26 (24 Wo.)DE | — | — | Erstveröffentlichung: 1980 Verkäufe: + 700.000                |
| 1982 | Der blaue Planet Amiga / Teldec (Pool)                           | DE8 Gold · (48 Wo.)DE | — | — | Erstveröffentlichung: 20. März 1982 Verkäufe: + 1.400.000     |
| 1984 | Die sieben Wunder der Welt Amiga / Teldec (Pool)                 | DE54 (3 Wo.)DE | — | — | Erstveröffentlichung: 1984 Verkäufe: + 450.000                |
| 1987 | Fünfte Jahreszeit Amiga / Teldec (Pool)                          | — | — | — | Erstveröffentlichung: 1987 Verkäufe: + 230.000                |
| 1990 | … im nächsten Frieden Amiga / Extra Records and Tapes            | — | — | — | Erstveröffentlichung: 1. Januar 1990 Verkäufe: + 45.000 (DDR) |
| 1991 | Karat Extra Records and Tapes                                    | — | — | — | Erstveröffentlichung: 1991                                    |
| 1995 | Die geschenkte Stunde K&P Music / BMG                            | — | — | — | Erstveröffentlichung: 27. März 1995 Verkäufe: + 30.000        |
| 1997 | Balance K&P Music / BMG                                          | — | — | — | Erstveröffentlichung: 26. Mai 1997 Verkäufe: + 40.000         |
| 2003 | Licht und Schatten ZYX Music                                     | — | — | — | Erstveröffentlichung: 14. April 2003 Verkäufe: + 5.000        |
| 2010 | Weitergeh’n a&f music (edel)                                     | DE81 (1 Wo.)DE | — | — | Erstveröffentlichung: 9. April 2010                           |
| 2015 | Seelenschiffe Electrola                                          | DE63 (2 Wo.)DE | — | — | Erstveröffentlichung: 27. März 2015                           |
| 2018 | Labyrinth Electrola                                              | DE46 (1 Wo.)DE | — | — | Erstveröffentlichung: 19. Oktober 2018                        |
| 2025 | Hohe Himmel A&F, Universal Music                                 | DE14 (2 Wo.)DE | — | — | Erstveröffentlichung: 21. Februar 2025                        |

grau schraffiert: keine Chartdaten aus diesem Jahr verfügbar

### Livealben
| Jahr | Titel Musiklabel                                   | Höchstplatzierung, Gesamtwochen, AuszeichnungChartplatzierungen (Jahr, Titel, Musiklabel, Platzierungen, Wochen, Auszeichnungen, Anmerkungen) | Höchstplatzierung, Gesamtwochen, AuszeichnungChartplatzierungen (Jahr, Titel, Musiklabel, Platzierungen, Wochen, Auszeichnungen, Anmerkungen) | Höchstplatzierung, Gesamtwochen, AuszeichnungChartplatzierungen (Jahr, Titel, Musiklabel, Platzierungen, Wochen, Auszeichnungen, Anmerkungen) | Anmerkungen                            |
| Jahr | Titel Musiklabel                                   | DE | AT | CH | Anmerkungen                            |
| ---- | -------------------------------------------------- | --- | --- | --- | -------------------------------------- |
| 2015 | 40 Jahre – Live von der Waldbühne Berlin Electrola | DE53 (1 Wo.)DE | — | — | Erstveröffentlichung: 30. Oktober 2015 |

Weitere Livealben
- 1985: 10 Jahre Karat – Auf dem Weg zu Euch – Live (Amiga / Teldec (Pool))
- 2001: 25 Jahre – Das Konzert (K&P Music / BMG); mit dem Deutschen Filmorchester Babelsberg
- 2013: Symphony (a&f music (edel)); mit dem Philharmonischen Orchester Kiel
- 2023: Die legendären Konzerte 1975 & 1978 (sechzehnzehn)

### Kompilationen
| Jahr | Titel Musiklabel                                     | Höchstplatzierung, Gesamtwochen, AuszeichnungChartplatzierungen (Jahr, Titel, Musiklabel, Platzierungen, Wochen, Auszeichnungen, Anmerkungen) | Höchstplatzierung, Gesamtwochen, AuszeichnungChartplatzierungen (Jahr, Titel, Musiklabel, Platzierungen, Wochen, Auszeichnungen, Anmerkungen) | Höchstplatzierung, Gesamtwochen, AuszeichnungChartplatzierungen (Jahr, Titel, Musiklabel, Platzierungen, Wochen, Auszeichnungen, Anmerkungen) | Anmerkungen                                          |
| Jahr | Titel Musiklabel                                     | DE | AT | CH | Anmerkungen                                          |
| ---- | ---------------------------------------------------- | --- | --- | --- | ---------------------------------------------------- |
| 1992 | Vierzehn Karat Amiga / Deutsche Schallplatten Berlin | DE— GoldDE | — | — | Erstveröffentlichung: 1992 Offizielles Best-Of-Album |

Weitere Kompilationen
- 1998: Sechzehn Karat (Amiga / BMG); Offizielles Best-Of-Album
- 2000: Ich liebe jede Stunde (K&P Music / BMG); Best-Of-Album mit Remakes und einigen neuen Liedern
- 2005: 30 Jahre Karat (BMG); Best-Of-Album mit Demo-CD von Herbert Dreilich

### Alben mit Beteiligung Karats
| Jahr | Titel Musiklabel                                                   | Höchstplatzierung, Gesamtwochen, AuszeichnungChartplatzierungen (Jahr, Titel, Musiklabel, Platzierungen, Wochen, Auszeichnungen, Anmerkungen) | Höchstplatzierung, Gesamtwochen, AuszeichnungChartplatzierungen (Jahr, Titel, Musiklabel, Platzierungen, Wochen, Auszeichnungen, Anmerkungen) | Höchstplatzierung, Gesamtwochen, AuszeichnungChartplatzierungen (Jahr, Titel, Musiklabel, Platzierungen, Wochen, Auszeichnungen, Anmerkungen) | Anmerkungen |
| Jahr | Titel Musiklabel                                                   | DE | AT | CH | Anmerkungen |
| ---- | ------------------------------------------------------------------ | --- | --- | --- | --- |
| 2007 | Ostrock in Klassik Buschfunk                                       | DE— GoldDE | — | — | Erstveröffentlichung: 2007 Titel Der blaue Planet und Albatros                                                                     |
| 2009 | A Tribute to Die Fantastischen Vier Columbia                       | DE4 (5 Wo.)DE | AT29 (4 Wo.)AT | — | Erstveröffentlichung: 7. August 2009 Interpretation von Sommerregen                                                                |
| 2014 | Rock Legenden – Puhdys, City + Karat Rhingtön (Universal)          | DE21 (7 Wo.)DE | — | — | Erstveröffentlichung: 26. September 2014 Interpretation von Glastraum An den Ufern der Nacht, Eiszeit und Vom gleichen Schlag      |
| 2015 | Gregor Meyle präsentiert Meylensteine Embassy Of Music             | DE6 (13 Wo.)DE | — | — | Erstveröffentlichung: 12. Juni 2015 Gregor Meyle interpretiert Der blaue Planet, Karat interpretiert mit Meyle Über sieben Brücken |
| 2015 | Rock Legenden Live – Puhdys, City + Karat Rhingtön (Universal)     | DE13 (6 Wo.)DE | — | — | Erstveröffentlichung: 18. September 2015                                                                                           |
| 2017 | Rock Legenden Vol. 2 – Karat, City + Maschine Rhingtön (Universal) | DE23 (3 Wo.)DE | — | — | Erstveröffentlichung: 6. Oktober 2017                                                                                              |
| 2019 | Hier lebst du - Unsere liebsten Kinderlieder Sauerländer Audio     | — | — | — | Interpretation von Leise, Peterle, leise                                                                                           |

Weitere Alben mit Beteiligung Karats
- 1986: It’s Only Rock’n’Roll – Die Gitarreros live in Concert (Amiga / Deutsche Schallplatten Berlin / Sechzehnzehn); Teilnahme von Herbert Dreilich, Ed Swillms, Bernd Römer
- 2009: Ostrock in Klassik Vol. 2 (Buschfunk); Titel Über sieben Brücken und König der Welt
- 2010: Ostrock in Klassik Gold Edition (Polydor); Titel Jede Stunde und Über sieben Brücken

## Singles
nur DDR
| - 1975: Leute welch ein Tag / Du und ich - 1976: Das Monster / Abendstimmung - 1978: Eh, dieser Sommer / Wir werden immer mehr (Interpret: Prinzip) - 1978: Über sieben Brücken mußt du gehn / Rock-Vogel - 1978: Auf den Meeren / Wenn das Schweigen bricht - 1981: Über sieben Brücken / Gewitterregen / König der Welt / Der Boxer - 1983: Kalter Rauch / Flipper nur BRD - 1978: König der Welt / Reggae Rita Star - 1979: Über sieben Brücken mußt du gehn / Blues - 1980: Schwanenkönig / Le Doyen II - 1982: Jede Stunde / Falscher Glanz - 1983: Und ich liebe Dich / Abendstimmung / Märchenzeit / He, Manuela - 1984: Kalter Rauch / Unterwegs nach Haus - 1986: Die fünfte Jahreszeit / Der Liebe Fluch - 1987: In deiner Galerie / Der Fahrradverkäufer DDR und BRD - 1980: Magisches Licht / Großstadt - 1981: Der blaue Planet / Blumen aus Eis - 1985: Hab’ den Mond mit der Hand berührt / Halleluja Welt nach der Wende - 1989: Immer so / Hör nicht auf - 1990: Atemlos / Magie der Nacht - 1990: Über sieben Brücken (Duett) / … im nächsten Frieden - 1991: Schwerelos / Visionen? - 1991: Wunder / Die Schatten werden länger | - 1992: Kind / Regen und Eis - 1994: Ganz oben / Die geschenkte Stunde / Ganz oben (Long-Version) - 1995: Unter dem Wind / Jedermann / Der achte Tag - 1997: Vielleicht (Radio-Edit) / Vielleicht - 1998: Der Ozean / Lebenszeichen / Niemandsland - 1998: Das kann niemand so wie Du (Promo) - 2000: Ich liebe jede Stunde (Remake) / Jede Stunde (Original) - 2000: Ich liebe jede Stunde (Remake) / Kleine Dinge / Das kann niemand so wie Du (Promo) - 2001: Dann kann ich fliegen / In deiner Galerie / Blumen aus Eis (Promo) - 2003: Soweit der Wind (Promo) - 2005: Melancholie (Promo) - 2006: Der letzte Countdown / Melancholie / Der letzte Countdown (Akustik-Version) - 2006: Winterzeit (Promo, mit MEDLZ) - 2007: … nie zu weit (Promo) - 2010: Weitergeh’n (Promo) - 2010: Berlin (Promo) - 2012: So wie Du (Promo) - 2013: Der blaue Planet (Karat live mit dem Philharmonischen Orchester Kiel; Promo) - 2015: Seelenschiffe (Promo) - 2015: Soll ich dich befreien (mit Gregor Meyle) (Promo) - 2016: Sag seit wann (Promo) - 2018: Hoffnung (Download) - 2018: 1 mit Dir (Download) - 2024: Wir (Download) |

Chartplatzierungen

| Jahr | Titel Album                                                | Höchstplatzierung, Gesamtwochen, AuszeichnungChartplatzierungen (Jahr, Titel, Album, Platzierungen, Wochen, Auszeichnungen, Anmerkungen) | Höchstplatzierung, Gesamtwochen, AuszeichnungChartplatzierungen (Jahr, Titel, Album, Platzierungen, Wochen, Auszeichnungen, Anmerkungen) | Anmerkungen                                                   |
| Jahr | Titel Album                                                | a DDR | DE | Anmerkungen                                                   |
| ---- | ---------------------------------------------------------- | --- | --- | ------------------------------------------------------------- |
| 1975 | Schwester –                                                | DDR27DDR | — | Erstveröffentlichung: 1975                                    |
| 1975 | Draußen im Kornfeld –                                      | DDR50DDR | — | Erstveröffentlichung: 1975                                    |
| 1976 | Such ein Zimmer –                                          | DDR3DDR | — | Erstveröffentlichung: 1975                                    |
| 1976 | Abendstimmung Karat                                        | DDR5DDR | — | Erstveröffentlichung: 1976                                    |
| 1976 | Charly –                                                   | DDR26DDR | — | Erstveröffentlichung: 1976                                    |
| 1976 | So ’ne kleine –                                            | DDR8DDR | — | Erstveröffentlichung: 1976                                    |
| 1977 | So ’ne kleine –                                            | DDR32DDR | — | Erstveröffentlichung: 1976                                    |
| 1977 | Märchenzeit Karat                                          | DDR5DDR | — | Erstveröffentlichung: 1977                                    |
| 1977 | Das Monster Karat                                          | DDR6DDR | — | Erstveröffentlichung: 1977                                    |
| 1977 | Und ich liebe dich Karat                                   | DDR11DDR | — | Erstveröffentlichung: 1977                                    |
| 1977 | Die Burg Karat                                             | DDR14DDR | — | Erstveröffentlichung: 1977                                    |
| 1977 | Rock-’n’-Roll-Fan Karat                                    | DDR33DDR | — | Erstveröffentlichung: 1977                                    |
| 1978 | Rock-’n’-Roll-Fan Karat                                    | DDR9DDR | — | Erstveröffentlichung: 1977                                    |
| 1978 | König der Welt Karat                                       | DDR1DDR | — | Erstveröffentlichung: 1978                                    |
| 1978 | Ballade von den sieben Geistern Karat                      | DDR47DDR | — | Erstveröffentlichung: 1978                                    |
| 1978 | Ay, ay, que verano –                                       | DDR26DDR | — | Erstveröffentlichung: 1978                                    |
| 1978 | Über sieben Brücken mußt du gehn Über sieben Brücken       | DDR2DDR | DE15 (13 Wo.)DE | Erstveröffentlichung: 1978 in der BRD erst 1981 in den Charts |
| 1979 | Wenn das Schweigen bricht Über sieben Brücken              | DDR3DDR | — | Erstveröffentlichung: 1979                                    |
| 1979 | Gewitterregen Über sieben Brücken                          | DDR6DDR | — | Erstveröffentlichung: 1979                                    |
| 1979 | Auf den Meeren Über sieben Brücken                         | DDR25DDR | — | Erstveröffentlichung: 1979                                    |
| 1979 | Albatros Über sieben Brücken                               | DDR13DDR | — | Erstveröffentlichung: 1979                                    |
| 1980 | Albatros Über sieben Brücken                               | DDR19DDR | — | Erstveröffentlichung: 1979                                    |
| 1980 | Magisches Licht Schwanenkönig                              | DDR7DDR | — | Erstveröffentlichung: 1980                                    |
| 1980 | Das Narrenschiff Schwanenkönig                             | DDR12DDR | — | Erstveröffentlichung: 1980                                    |
| 1980 | Schwanenkönig                                              | DDR4DDR | — | Erstveröffentlichung: 1980                                    |
| 1981 | Schwanenkönig                                              | DDR40DDR | — | Erstveröffentlichung: 1980                                    |
| 1981 | Tiefsee Schwanenkönig                                      | DDR9DDR | — | Erstveröffentlichung: 1980                                    |
| 1981 | Tanz mit der Sphinx Schwanenkönig                          | DDR39DDR | — | Erstveröffentlichung: 1980                                    |
| 1981 | Der blaue Planet                                           | DDR2DDR | DE14 (30 Wo.)DE | Erstveröffentlichung: 1981                                    |
| 1982 | Marionetten Der blaue Planet                               | DDR2DDR | — | Erstveröffentlichung: 1982                                    |
| 1982 | Jede Stunde Der blaue Planet                               | DDR7DDR | DE9 (29 Wo.)DE | Erstveröffentlichung: 1982                                    |
| 1982 | Blumen aus Eis Der blaue Planet                            | DDR31DDR | — | Erstveröffentlichung: 1982                                    |
| 1983 | Falscher Glanz Der blaue Planet                            | DDR9DDR | — | Erstveröffentlichung: 1982                                    |
| 1983 | Wie weit fliegt die Taube Der blaue Planet                 | DDR11DDR | — | Erstveröffentlichung: 1982                                    |
| 1984 | ...und der Mond schien rot Die sieben Wunder der Welt      | DDR7DDR | — | Erstveröffentlichung: 1984                                    |
| 1984 | Die sieben Wunder der Welt                                 | DDR20DDR | — | Erstveröffentlichung: 1984                                    |
| 1984 | Mich zwingt keiner auf die Knie Die sieben Wunder der Welt | DDR33DDR | — | Erstveröffentlichung: 1984                                    |
| 1985 | Don Alfredo Die sieben Wunder der Welt                     | DDR29DDR | — | Erstveröffentlichung: 1984                                    |
| 1985 | Hab den Mond mit der Hand berührt Fünfte Jahreszeit        | DDR6DDR | — | Erstveröffentlichung: 1985                                    |
| 1986 | Fünfte Jahreszeit                                          | DDR32DDR | — | Erstveröffentlichung: 1986                                    |
| 1987 | Die Glocke Zweitausend Fünfte Jahreszeit                   | DDR9DDR | — | Erstveröffentlichung: 1987                                    |
| 1987 | In deiner Galerie Fünfte Jahreszeit                        | DDR42DDR | — | Erstveröffentlichung: 1987                                    |
| 1989 | Immer so ... im nächsten Frieden                           | DDR19DDR | — | Erstveröffentlichung: 1989                                    |

## Musikvideos
| Jahr | Titel         |
| ---- | ------------- |
| 2015 | Seelenschiffe |
| 2018 | Hoffnung      |

## Boxsets
| Jahr | Titel Musiklabel                                             | Anmerkungen |
| ---- | ------------------------------------------------------------ | --- |
| 2010 | Ich liebe Jede Stunde – Jubiläums-Edition Amiga / Sony Music | Erstveröffentlichung: 9. April 2010 Inhalt: alle Studioalben bis Licht und Schatten, das Livealbum 10 Jahre Karat – Auf dem Weg zu Euch – Live und eine CD mit Raritäten |

## Statistik

### Chartauswertung
|                     | DE     | AT    | CH    |
| ------------------- | ------ | ----- | ----- |
| Nummer-eins-Alben   | DE—DE  | AT—AT | CH—CH |
| Top-10-Alben        | DE3DE  | AT—AT | CH—CH |
| Alben in den Charts | DE14DE | AT1AT | CH—CH |

|                       | DE    | DDR      |
| --------------------- | ----- | -------- |
| Nummer-eins-Singles   | DE—DE | DDR1DDR  |
| Top-10-Singles        | DE1DE | DDR20DDR |
| Singles in den Charts | DE3DE | DDR39DDR |

### Auszeichnungen für Musikverkäufe
Anmerkung: Auszeichnungen in Ländern aus den Charttabellen bzw. Chartboxen sind in ebendiesen zu finden.
| Land/RegionAuszeichnungen für Musikverkäufe (Land/Region, Auszeichnungen, Verkäufe, Quellen) | Gold     | Platin | Verkäufe | Quellen           |
| -------------------------------------------------------------------------------------------- | -------- | ------ | -------- | ----------------- |
| Deutschland (BVMI)                                                                           | 4× Gold4 | —      | 600.000  | musikindustrie.de |
| Insgesamt                                                                                    | 4× Gold4 | —      |          |                   |